# Paul Campani
Paul Campani, pseudonimo di Paolo Campani (Modena, 29 gennaio 1923 – Modena, 31 maggio 1991), è stato un animatore, fumettista, regista, sceneggiatore e produttore cinematografico italiano fra i maestri italiani dell'animazione e principale ideatore del programma televisivo Carosello e di molti personaggi protagonisti di famosi spot pubblicitari.

## Biografia
Iniziò precocemente la sua carriera pubblicando nel 1939 una prima storia a fumetti, "I pirati gialli", sugli Albi dell'Intrepido; nel 1942 collaborò come scenografo alla realizzazione del primo film di animazione italiano, La rosa di Bagdad; nel 1946 pubblicò due storie a fumetti sulla collana Gli albi della fantasia della Casa editrice Fantasia di Modena e iniziò a collaborare con la rivista Asso di Picche insieme a futuri importanti fumettisti italiani come Hugo Pratt, Mario Faustinelli e Alberto Ongaro e, quando questi si trasferiranno in Argentina per collaborare con la casa editrice Editora Abril di Cesare Civita, continuerà a collaborare con loro rimanendo in Italia, realizzando varie serie a fumetti fino a metà degli anni cinquanta. Contemporaneamente collabora con l'Editoriale Subalpino per la quale realizza con Max Massimino Garnier la serie Misterix, nella collana Le più belle avventure, e che verrà pubblicato anche in Argentina da Civita su una testata omonima che diverrà una delle più note del periodo; sempre per la Subalpino, nel 1948, realizzò le serie "L'uomo dello spazio" e 12 albi di Gey Carioca. Per il mercato argentino pubblicò sulla testata Mistérix la serie Bull Rockett sceneggiata da Héctor Oesterheld. Deciderà poi di dedicarsi completamente all'animazione e fondò una propria casa di produzione, la Paul Film, nel 1954, dove, con Garnier, realizzò numerosi spot pubblicitari animati trasmessi soprattutto nel programma televisivo Carosello per il quale inventa numerosi personaggi come testimonial per i prodotti reclamizzati destinati a entrare nell'immaginario collettivo come l'Omino coi baffi, il messicano Miguel, Toto & Tata, Svanitella, Pupa e Bob-Bob. Molti di questi personaggi avranno poi trasposizioni a fumetti sul mensile Girandola TV scritti anche da Garnier. Il successo gli arrise presto tanto che la Walt Disney gli propose un incarico che rifiutò per non doversi trasferire dall'Italia. Dopo i successi degli anni sessanta e i primi anni settanta, nel 1977 la Paul film cessò definitivamente l'attività in seguito alla chiusura di Carosello e Paul si dedicherà esclusivamente nell'ambito pittorico e scultoreo fino alla sua morte avvenuta nel 1991.

## Riconoscimenti
- "Paul Campani, dai fumetti ai cartoon di Carosello": mostra delle opere a Modena (2007)[4]

## Personaggi creati
- Angelino (1958)
- Angelina (1962)
- Omino coi baffi (1958)
- Zia Betti (1966)
- Toto e Tata (1961)
- Svanitella Svanitè (1960)
- Riccardone (1961)
- Riccardella (1967)
- La Smorfia (1960)
- Fido-Bau (1963)
- Ciuffo e Cioffo (1965)
- Gigino Pestifero (1965)
- Miguel (1967)
- Io-me-croc (1965)
- Amici di Gioele (1967)
- Kikki (1960)
- Super Olimpino (1960)
- Il signor Taldeitali (1960)
- Professor Poff (1961)
- Stellino (1962)
- Boc e Buc (1963)
- Tip-tap (1963)
- Dlin-Dlin (1963)
- Gibaud (1967)
- Teo Duedita (1968)
- Professor Giustatut (1968)
- Briganti Mattacchioni (1969)

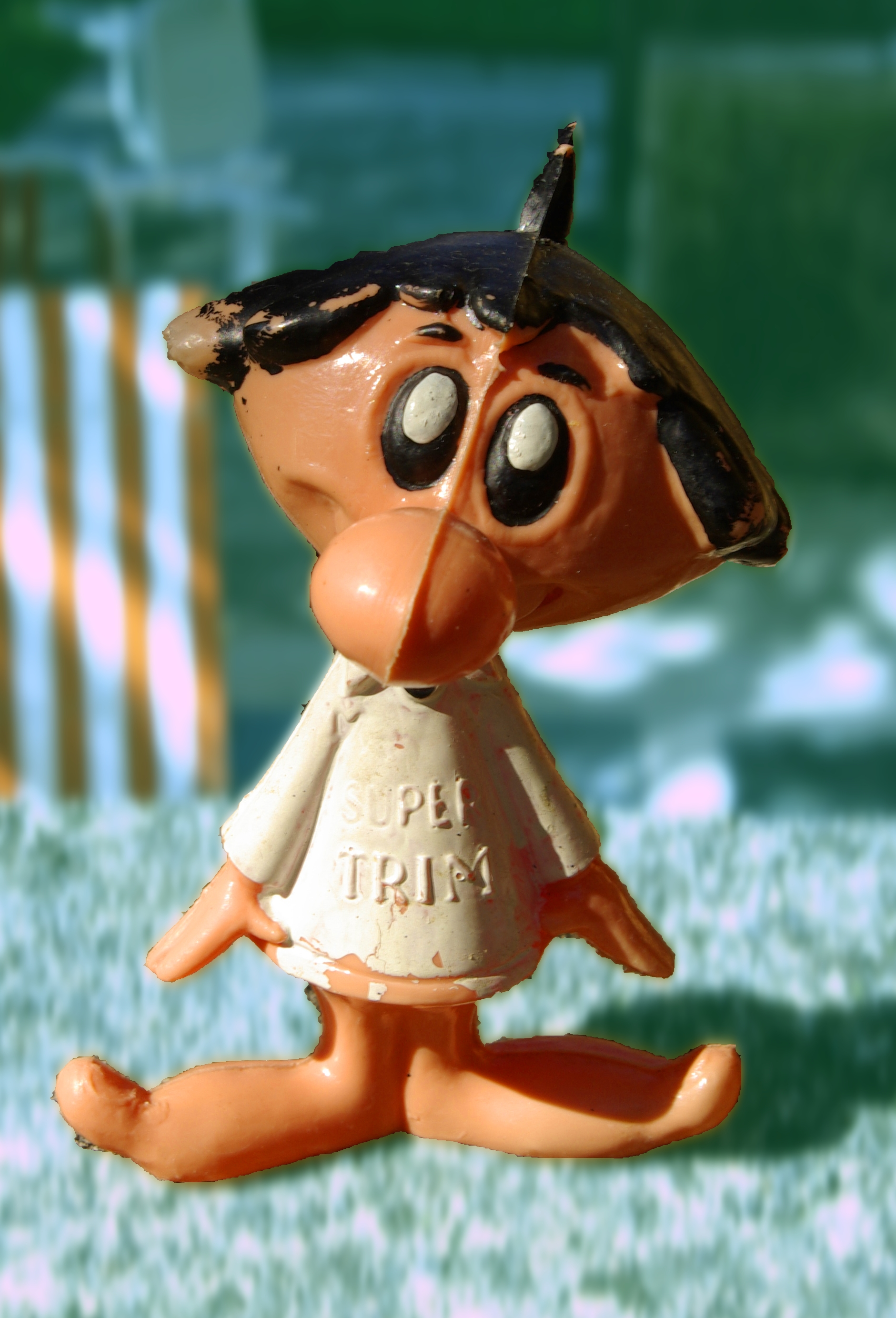
Pupazzo di Angelino Supertrim

- Tuttostanco, censurato e ribattezzato Tuttocosì (1970)
- Dr. Knapp (1971)
- La semplice (1971)
- Fefè (1974)
- Pupa e Bob-bob (1968)